# 방과 후 복불복
《방과 후 복불복》은 대한민국의 웹드라마이다.

## 줄거리
얼떨결에 ‘뽑기부’에 초대돼 부장 완장을 차게 된 김소은과 재기발랄한 다섯 명의 꽃미남 뽑기 부원 서강준, 이태환, 유일, 공명, 강태오 등 서프라이즈 멤버들이 벌이는 좌충우돌 미션 수행기.

## 등장 인물

### 주요 인물
- 김소은 : 김소은 역
- 서강준 : 서강준 역
- 공명 : 공명 역
- 유일 : 유일 역
- 이태환 : 한재희 역
- 강태오 : 강태풍 역

### 카메오
- 임현성 : 1인 10역 역
- 윤승아 : 여대생 역
- 염정아
- 김성수
- 강신철 : 강신철 기자 역
- 주상욱 : 형사 반장 주진욱 역
- 정경호 : 말 많은 약사 역
- 정겨운 : 음치 학교 짱 역
- 강호 : 똘마니 역
- 김서형 : 급식소 아줌마 역
- 김영애 : 청소부 역
- 최원영 : 속사포 신부역
- 김성균 : 서강준 엄마 (여장 역할) 역
- 로버트 할리 : 서강준 아빠 역
- 박수영 : 유일 여자친구 역
- 헬로비너스

## 방과 후 복불복 시즌2
방영기간: 2015년 3월 13일 ~ 2015년 6월 12일
복불복이라는 소재의 시즌1과 마찬가지로 4명의 후비고 뽑기부 멤버가 중국 고등학교 교환학생으로 건너가 그곳의 새로운 멤버들과 뽑기부를 개설해 전통을 이어가며 생기는 에피소드를 유쾌하게 그려낸 청춘 로맨스물이다.
배우 그룹 서프라이즈의 강태오, 공명, 유일, 이태환과 걸그룹 헬로비너스의 앨리스, 그리고 판타지오 차이나 소속 배우 한지석이 주연을 맡았다. 이외에도 배우 김성균, 정겨운, 김다현과 개그우먼 이국주가 카메오로 출연했다.